# Корженёвская, Мария Регина
Мария-Регина Корженёвская (пол. Maria Regina Korzeniowska; 1793 — 17 октября 1874, Львов) — помещица Подольской губернии Российской империи, происходила из дворянского рода Корженёвских.
Издала в сотрудничестве с Лелевелем и С. Шавашкевичем атлас, важный для истории Польши: «Atlas historyczny, genealogiczny, chronologiczny i geograficzny polski» (Варш., 1831), a также «Génealogija Królów polskich» (Вильно, 1839) и «Genealogiczny obraz monarchów polskich» (1845).